# Castanyoles marines
Les castanyoles marines són una variant marinera de les castanyoles de fusta i són fetes amb dues conquilles que percudeixen l'una contra l'altra. Per tant, són més bones de muntar i més pròximes als antics cròtals romans.
S'utilitzen en el ball de nyacres, de Sant Pere Pescador i de Castelló d'Empúries, per a acompanyar la melodia de la dansa, interpretada al so de la guitarra. Aquesta dansa solia ballar-se al voltant d'una barca de les posades al secador. Triaven la més grossa i semblava com si els ballarins li dediquessin llur dansa. Les petxines emprades, a tall de castanyoles, les foradaven per l'encuny i les aparellaven passant-hi un braçolí. Aquest ball era ben diferent de la resta de balls comuns i populars, celebrat dins del context del Carnestoltes i, potser, tenia l'origen en algun antic ritu a l'entorn de la pesca en barca.